# کارمن (بازیگر)
کارمن بازیگر سینمای اهل ایران است. وی در بین سال‌های ۱۳۳۸ تا ۱۳۵۶ فعالیت می‌کرد.
کارمن در سال ۱۳۳۷ با بازی در فیلم «یکی بود یکی نبود» ساخته رحیم روشنیان به سینما رو آورد. قبل از آن سالها در تئاترهای مختلف تهران از جمله نصر، جامعه باربد، پارس و تفکری در نمایش‌های مختلف از جمله «دختر هرجایی»، «دربار سلطان عبدالحمید»، «فاحشه»، «کی به کیه» همراه با مجید محسنی بازی می‌کرد. با روی نمایش آمدن «غروب ستارگان» در تئاتر پارس که در نقش یک خواننده بازی می‌کرد به عنوان یک خواننده نیز در تئاتر مشغول شد و چند کنسرت در شهرستان‌ها اجرا کرد.
در کنار بازیگری خیاط‌خانه‌ای نیز داشت که از آن امرار معاش می‌کرد. پسرش حمید‌رضا خسروی نیز در سن شش سالگی وارد دنیای سینما شد و در کنار عزت‌الله انتظامی و سعید راد در فیلم «صادق کرده» ظاهر شد.

## فیلم‌شناسی
1. خان نایب (۱۳۵۶)
2. کوسه جنوب (۱۳۵۶)
3. ممل آمریکایی (۱۳۵۴)
4. عروس پابرهنه (۱۳۵۳)
5. گوزن‌ها (۱۳۵۳)
6. بلند پرواز (۱۳۵۲)
7. روسیاه (۱۳۵۲)
8. طاهر (۱۳۵۲)
9. مروارید (۱۳۵۲)
10. مکافات (۱۳۵۲)
11. پدر که ناخلف افتد (۱۳۵۱)
12. توبه (۱۳۵۱)
13. خاطرخواه (۱۳۵۱)
14. فتانه (۱۳۵۱)
15. میعادگاه خشم (۱۳۵۰)
16. نقره داغ (۱۳۵۰)
17. بابا کرم (۱۳۴۹)
18. خشم عقاب‌ها (۱۳۴۹)
19. گربه را دم حجله می‌کشند (۱۳۴۸)
20. پابرهنه‌ها (۱۳۴۷)
21. سه دیوانه (۱۳۴۷)
22. غروب بت‌پرستان (۱۳۴۷)
23. مرد روز (۱۳۴۷)
24. فیل و فنجان (۱۳۴۵)
25. گنج قارون (۱۳۴۴)
26. مزد خونین (۱۳۴۴)
27. گل‌های گیلان (۱۳۴۳)
28. دخترها اینطور دوست دارند (۱۳۴۱)
29. آقای شانس (۱۳۳۸)
30. یکی بود یکی نبود (۱۳۳۸)[۱]